# Satoshi Miyauchi
Satoshi Miyauchi (født 26. november 1959) er en japansk fodboldspiller.

## Japans fodboldlandshold
| Japans landshold | Japans landshold | Japans landshold |
| År               | Kmp              | Mål              |
| ---------------- | ---------------- | ---------------- |
| 1984             | 1                | 0                |
| 1985             | 8                | 0                |
| 1986             | 6                | 0                |
| 1987             | 5                | 0                |
| Total            | 20               | 0                |